# Барицентрични координати
Барицентричните координати са скаларни параметри, наборът от които еднозначно определя местоположението на точка в афинното пространство (при условие че в това пространство е избран определен точков базис) чрез препратка към симплекс. Барицентричните координати на точка могат да се интерпретират като маси, поставени във върховете на симплекса, така че точката да е центърът на масата на тези маси.
Точков базис (понякога се използва терминът „барицентричен координатен базис“) в {\displaystyle n}-мерно афинно пространство {\displaystyle A} е система от {\displaystyle (n+1)} точки {\displaystyle P_{0},P_{1},\ldots ,P_{n}}, за които се приема, че са афинно независими [т.е. не лежат в {\displaystyle (n-1)}-мерно подпространство на разглежданото пространство].
Всяка точка има барицентрични координати и тяхната сума никога не е нула.

## Определение
Нека {\displaystyle P} е произволна точка в {\displaystyle A}. Всяка точка {\displaystyle M\in A} може да бъде уникално представена като барицентрична комбинация
{\displaystyle M=P+\alpha _{0}\cdot {\overrightarrow {PP}}_{0}+\alpha _{1}\cdot {\overrightarrow {PP}}_{1}+\ldots +\alpha _{n}\cdot {\overrightarrow {PP}}_{n};}
барицентричността на линейната комбинация от точки от дясната страна означава, че реалните числа {\displaystyle \alpha _{0},\alpha _{1},\ldots ,\alpha _{n}} (комбинационни коефициенти) отговарят на условието
{\displaystyle \alpha _{0}+\alpha _{1}+\ldots +\alpha _{n}=1.}
Числата {\displaystyle \alpha _{0},\alpha _{1},\ldots ,\alpha _{n}} се наричат барицентрични координати на точка {\displaystyle M}. Лесно е да се види, че барицентричните координати не зависят от избора на точката {\displaystyle P}.
Горното равенство, написано в символиката на барицентричното смятане, може да бъде записано във вида:
{\displaystyle M=\alpha _{0}P_{0}+\alpha _{1}P_{1}+\ldots +\alpha _{n}P_{n}.}

## Свойства
- Барицентричните координати на точките на симплекса върхове в {\displaystyle P_{0},P_{1},\ldots ,P_{n}} са неотрицателни и сборът им е равен на единица.
- Приравняването на нула на барицентричната координата {\displaystyle \alpha _{i}} е еквивалентно на факта, че точката лежи в равнината, съдържаща лицето на симплекса, противоположно на върха {\displaystyle P_{i}}. Това свойство позволява да се разгледат барицентричните координати на точките на симплициален комплекс спрямо всички негови върхове.
- Две групи от барицентрични координати определят една и съща точка само ако са пропорционални; тоест, ако един кортеж може да бъде получен чрез умножаване на елементите на другия кортеж по същото ненулево число.
- За точка {\displaystyle X}, разположена вътре в триъгълника {\displaystyle ABC}, за барицентрични координати могат се приемат площите на триъгълниците {\displaystyle (S_{BCX}:S_{CAX}:S_{ABX})}.
- Барицентричните координати са тясно свързани с трилинейните координати. А именно, ако {\displaystyle (\alpha :\beta :\gamma )} са барицентричните координати на точка {\displaystyle X} спрямо триъгълника {\displaystyle ABC} и {\displaystyle a,b,c} са дължините на неговите страни, тогава

{\displaystyle (x:y:z)=\left({\frac {\alpha }{a}}:{\frac {\beta }{b}}:{\frac {\gamma }{c}}\right)}

са неговите трилинейни координати. Трилинейните координати, подобно на барицентричните, се определят с точност до пропорционалност.
- Точка {\displaystyle M} е центърът на масите на тежести с маси {\displaystyle \alpha _{0},\alpha _{1},\ldots ,\alpha _{n}}, разположени в точки {\displaystyle P_{0},P_{1},\ldots ,P_{n}}.